# Humaitá, Rio de Janeiro

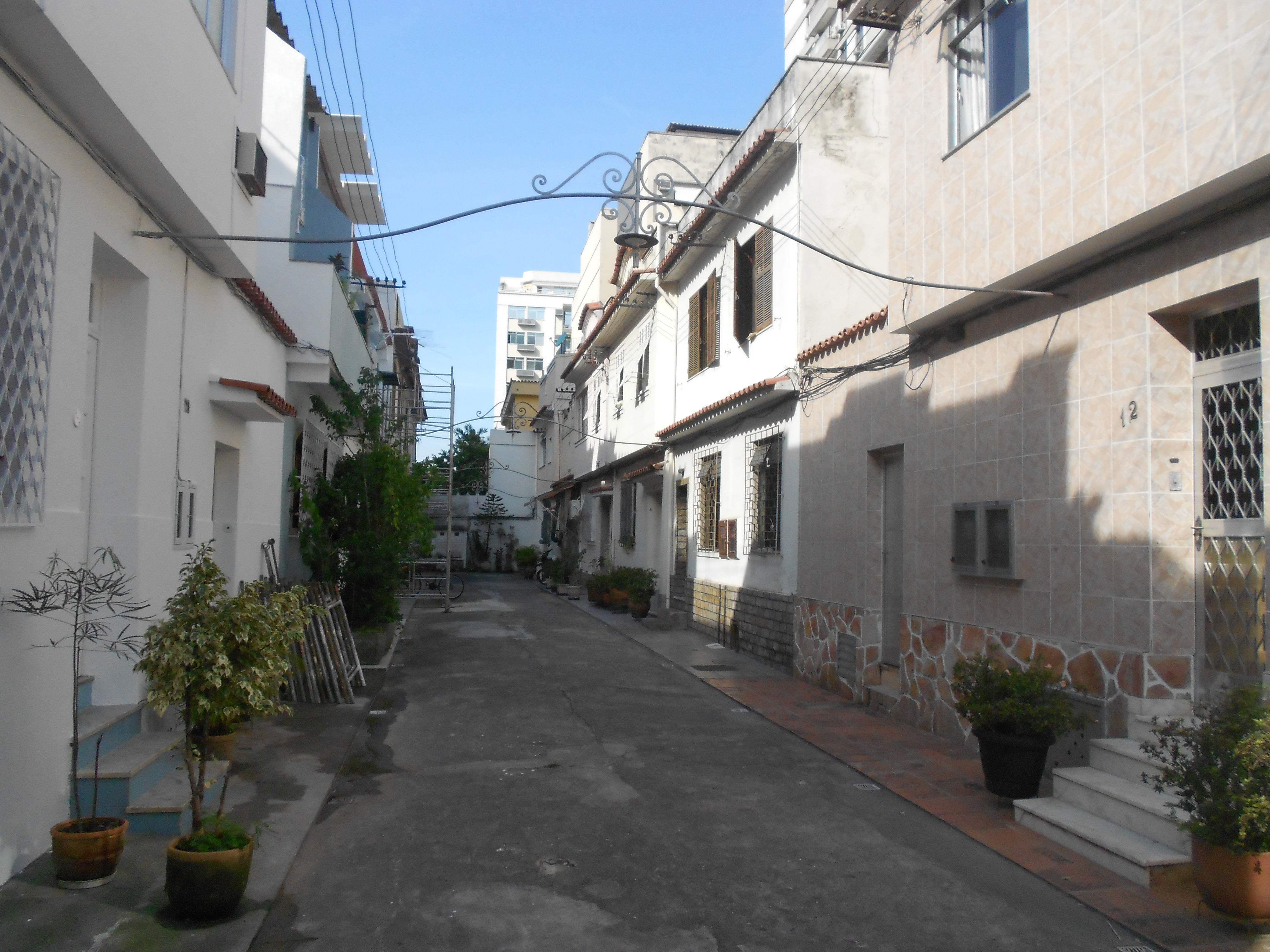
Gata i Humaitá.

Humaitá är en stadsdel i södra Rio de Janeiro, Brasilien. Stadsdelen är namngiven efter "slaget vid Humaitá" som utkämpades augusti 1868 i södra Paraguay under trippelallianskriget.